# 파일질라
파일질라(FileZilla)는 오픈 소스 크로스 플랫폼의 자유 소프트웨어인 FTP 소프트웨어이며 파일질라 클라이언트와 파일질라 서버로 이루어져 있다. 이진 파일은 윈도우, macOS, 리눅스용으로 이용할 수 있다. FTP, SFTP, FTPS (SSL/TLS 위의 FTP)를 지원한다. 2020년 9월 4일 기준으로 파일질라 클라이언트는 소스포지에서 6번째로 가장 많이 내려받은 인기 있는 소프트웨어가 되었다.
파일질라 서버는 파일질라 클라이언트의 자매 제품이다. 같은 프로젝트에서 지원되는 FTP 서버이며 FTP, 또 SSL/TLS 위의 FTP를 지원한다.
파일질라의 소스 코드는 소스포지에 공개되어 있다. 이 프로젝트는 2003년 11월에 이 달의 프로젝트(Project of the Month)에 등재된 적도 있다.

## 지원되는 운영체제
파일질라 클라이언트:
| 운영 체제        | 최신 버전                |
| ---------------- | ------------------------ |
| 윈도우 7 이상    | 최신                     |
| 윈도우 비스타    | 3.25.1 (2017년 3월 20일) |
| 윈도우 XP        | 3.8.0 (2014년 5월 25일)  |
| macOS 10.11 이상 | 최신                     |
| macOS 10.10      | 3.42.1 (2019년 5월 8일)  |

## 같이 보기
- WinSCP
- FTP 서버 소프트웨어 목록